# Eolo (troiano)
Eolo è un personaggio dell'Eneide.

## Il mito
Esule troiano fuggito con Enea dalla città in fiamme, Eolo trova la morte nella guerra latina per mano di Turno, lontano dalla città di Lirnesso che gli diede i natali:
oppetere et late terram consternere tergo:

occidis, Argiuae quem non potuere phalanges

sternere пес Priami regnorum euersor Achilles;

hic tibi mortis erant metae, domus alta sub Ida,

Lyrnesi domus alta , solo Laurente sepulcrum»
E contra al domator di Troia Achille,

Eölo, non cadesti, in questi campi

Fosti, qual gran colosso, a terra steso.

Ma che? Quest’era il fin de’ giorni tuoi:

Qui cader t’era dato. Appo Lirnesso

Altamente nascesti: appo Laurento

Umil sepolcro avesti.»
(Virgilio, Eneide, XII, 542-547, trad. Annibale Caro)
Non è chiaro se si tratti del padre di Miseno, trombettiere troiano e grande amico di Ettore, la cui morte è menzionata nel sesto libro dell'Eneide.